# Варијације за Пепељугу
„Варијације за Пепељугу” је југословенски ТВ филм из 1987. године. Режирао га је Станко Црнобрња а сценарио је написао Слободан Хабић.

## Улоге
| Глумац            | Улога          |
| ----------------- | -------------- |
| Милица Бјелић     | Пепељуга       |
| Соња Лапатанов    | Маћехина ћерка |
| Бранислав Тојагић | Маћеха         |
| Соња Вукићевић    | Годес          |